# Каламбо водопад
Водопад Каламбо на реци Каламбо је висок 235 м  и налази се на граници Замбије и региона Руква у Танзанији, на југоисточном крају језера Тангањика. Водопад је један од највиших непрекидних водопада у Африци (после водопада Тугела у Јужној Африци, водопада Јин Бахир у Етиопији и других). Низводно од водопада је клисура Каламбо, која има ширину од око 1 км и дубину до 300 м, дужине око 5 км пре него што се отвори у кланац језера Тангањика. Водопад Каламбо је највиши водопад у Танзанији и Замбији. Експедиција која је мапирала водопад и подручје око њега била је 1928. године, а предводила ју је Енид Гордон-Галиен. У почетку се претпостављало да висина пада прелази 300 м, али мерења 1920-их дала су скромнији резултат, изнад 200 м. Каснија мерења, 1956. године, дала су резултат 221 м. Након овога је направљено још неколико мерења, свако са мало другачијим резултатима. Ширина водопада је 3,6–18 м.
Каламбо водопад се такође сматра једним од најважнијих археолошких налазишта у Африци, са запоседањем која траје више од 250.000 година.

## Археологија
Археолошки, водопад Каламбо је једно од најважнијих налазишта у Африци, са доказима о непрекидном настањивању од касног раног каменог доба до модерног доба. Први пут га је 1953. године ископавао Џон Дезмонд Кларк који је препознао археолошку активност око малог  језера узводно од водопада. Ископавања 1953, 1956, 1959. и 1963. године омогућила су Кларку да донесе закључке о вишеструким различитим културама које су насељавале ову област током хиљада година.

## Плеистоценска реконструкција животне средине
Рад Ј.Д. Кларка укључивао је и питања култура које су живеле на локалитету Каламбо водопада, као и какво је било њихово окружење у време настањивања. Користећи анализу биљака (цветних) и полена, Кларк је успео да спроведе процес реконструкције палеоеколошке средине. Проучавајући полен који се нашао на земљи током различитих окружења, Кларк је успео да формира општу представу о томе који су еколошки фактори утицали на регион Каламбо водопада у различито време. Да би то урадио, Кларк је користио алат за извлачење језгара седимента како би посматрао и анализирао различите слојеве испод површине земље. Он је ове слојеве раздвојио у 6 различитих спектара, означених зонама од U до Z. Закон суперпозиције је важно напоменути када се расправља о седиментним слојевима; овај закон каже да новији слојеви распростирања тла прекривају старије.
Зона U Дно Кларковог узорка језгра је најстарији слој. Прикупљени узорци полена указују на то да су мочварна вегетација и обиље траве расли на реци Каламбо. Тестови су такође показали да је околна шума расла током суве и вруће климе. Кларк закључује да су нивои подземних вода морали бити високи да би мочвара и обод, или приобална шума, расли дуж ивице воде током периода смањених падавина.
Зона V Полен сакупљен из следеће зоне указује на идентично окружење са мочварном и шумском вегетацијом на коју нису утицали климатски услови, као што је пад од 3 °C у области.
Зона W Полен биљака које расту на отворенијим подручјима са више падавина узет је из зоне W. Ово указује на повећање количине падавина на око 75–100 cm и шуму са отвореном крошњом како би та киша доспела до тла.
Зона W Кларк указује да је проучавање ове зоне било само на једном узорку извученом из тла испод, тако да закључци у његовој студији нису коначни. Наведене биљке показују рубну шуму која је била слабо развијена. У овим шумским условима, изгледа да постоји утицај зимзелених елемената који су се појавили.
Зона Y Кларк је успео да датира ову зону пре отприлике 27.000 до 30.000 година, јер су услови били упоредиви са онима датираним на европском тлу из тог времена. Докази о повећању падавина и паду температуре од 4,1 °C са рубном шумом која је била добро развијена са повратком мочварних биљака су назначени у прикупљеном полену.
Зона Z Коначна зона указује на много лошију рубну шуму и смањено мењање раста вегетације у то време.

## Културна историја локалитета

### Рано камено доба
Рано камено доба Барам и Мичел описују као временски период када су се древни преци Homo sapiens sapiens први пут појавили, гранајући се од Australopithecus afarensis, еволуирајући у Homo habilis, а затим у Homo erectus  пре 2,6 милиона година до пре 280.000 година. Археолози претпостављају да се технолошки напредак током времена може испитати у морфолошким карактеристикама оруђа које се везује за различите епохе становања. Најраније идентификоване камене алатке, које је направио Homo habilis, познате су као Олдован алатке, а састоје се од основног великог камења и малих шљунчаних каменчића, познатих као Метод 1 технологија. Како је време напредовало и Homo habilis је еволуирао у Homo erectus-а, тако се развијала и технологија, развијала су се специјализованија камена оруђа, чак и алати који су коришћени за прављење других алата, Методе 2 и 3 технологије.
Ова касноашелска камена оруђа, заједно са огњиштима и добро очуваним предметима пронађена су на водопаду Каламбо и документована од стране Ј.Д. Кларка. Прикупљени артефакти укључивали су дрвену тољагу и штапове за копање, као и доказе о исхрани са конзумирањем воћа. Алати ископани из клисуре Каламбо су анализирани и ОСЛ (оптички стимулисана луминисценција) датирање кварцита у контексту тла указују на период између 500.000 и 50.000 година, а са рацемизацијом аминокиселина најстарији артефакти датирају пре 100.000 година.

### Средње камено доба
Средње камено доба, датирано од пре 280.000 година до отприлике 40.000 година, је период у којем су последње фазе еволуције хоминида донеле оно што је данас познато као „модерно људско понашање“.
Током овог времена, ашелска производња у зони  Каламбо водопада је замењена културом Сангоана. Кларк сматра ову промену као резултат еколошког преласка на хладнију и влажнију климу. Управо у овом тренутку у археолошким записима велика, ашелска ручна секира нестаје и замењују је секира са језгром и алати за сецкање карактеристични за Сангоанске технологије. Тешки алати за обраду дрвета и мали, назубљени алати, које је сакупио Кларк, датирани су да су направљени пре 41.000. п. н. е. Предвиђа се да је ова  промена резултат кретања становништва током овог временског периода, пошто је „ашелски човек“ који је живео у отвореним насељима замењен културом повезаном са Homo rhodesiensis-ом, пронађеним на Брокен Хилу, културом Сангоа. Докази о становању Сангоана прикупљени су из мање отворених склоништа у стенама и пећинама, вероватно због трајне, влажније климе.
Докази о технологији ватре, као што су огњишта, угљенисане кладе, поцрвенела глина и комади спаљеног камена, такође су прикупљени и пронађени заједно са остацима дрвеног угља. Датирање методом радиоактивног угљеника расутог угља указује на то да су људи тамо систематски користили ватру пре неких 60.000 година.
Даљи докази сугеришу да је традицију Сангоана заменила култура Лупембана пре око 250.000 година и да се наставила све до пре 117.000 година. Одликује се двостраним каменим оруђем као што су секире и двокраки врхови који су вероватно служили као врхови копаља.

### Касније камено доба
Касније камено доба је последње доба палеолитске ере у Африци и генерално се односи на новија налазишта ловаца/сакупљача. Пре око 10.000 година водопад Каламбо је био насељен Магозијанском културом која је затим уступила место Вилтон култури.

### Гвоздено доба и традиција Луангва
Око четвртог века нове ере, индустријализованији народ који говори Банту почео је да се бави пољопривредом и заузима то подручје. Ови људи који су говорили банту језик правили су керамичке посуде које имају карактеристике источноафричке грнчарије, што указује на кретање становништва из долине Рифт.
Гвоздено доба у Замбији је подељено на ранији, регионално категорисан период и каснији период материјалистички различитих традиција. Рани скупови гвозденог алата и грнчарије прикупљени су са водопада Каламбо и категорисани су као из традиције Каламбо групе. Верује се да се код водопада Каламбо традиција раног гвозденог доба наставила у 11. веку.
Године 1971, Роберт К. Сопер је проучавао различите склопове керамике из гвозденог доба у источној и јужној Африци и консолидовао их у две велике групе, познате као Уреве и Квале производи.
Групу Каламбо заменила је традиција Луангва, чија је керамика слична Чондве групи из раног гвозденог доба средњеафричког бакарног појаса. Луангва грнчарија је карактеристична за лонце и плитке зделе, са најчешћим чешљастим украсом притиснутим у хоризонталном узорку исцртаних линија. Још увек није пронађен било какав доказ за везу између ове традиције Луангве и традиције из раног гвозденог доба на водопадима Каламбо, док локалитети у источној провинцији Замбије показују ову међусобну повезаност. Тачни датуми за ову транзицију у области Каламбо нису убедљиви, али традиција се наставила све до данас.

## Хронологија локације
Покушаји датирања артефаката са водопада Каламбо довели су до недоследних резултата, у распону од пре 110.000 година са рацемизацијом до 182.000 ±10.000 до пре 76.000 ±10.000 година са примењеним датирањем серије уранијума. Ове студије наглашавају потешкоће у успостављању хронологије за људско становање на водопаду, што је навело неке археологе да занемаре његов значај у афричким археолошким записима.
Међутим, оптички стимулисана луминисценција (ОСЛ) на кварцним артефактима је недавно побољшала разумевање хронологије локације. ОСЛ функционише тако што шаље сигнале кроз кристални материјал и прикупља податке о томе колико давно је камен био изложен светлости или топлоти.
Резултати ОСЛ-а довели су до стварања нове хронологије за локацију, подељене у шест фаза. Фаза 1 се креће између пре отприлике 500.000 до 300.000 година. Фаза 2 се креће од пре 300.000 до 50.000 година. Датуми 3. фазе крећу се од пре 50.000 до 30.000 година, 4. фазе од пре 1.500 до 500 година, а фаза 5 следи од пре 490 година.
Ашелско камено оруђе (Методе 2 и 3 технологије ) прикупљено је из стратиграфских слојева који одговарају првој и другој фази. Сложенији алати Методе 3 потичу из прве три фазе и такође се налазе у Фази 4, чији одговарајући слојеви садрже мешавину артефаката из каменог и гвозденог доба.

## Замбија и Унеско значај
Године 1964, Комисија за очување националне баштине Замбије је прогласила археолошко налазиште националним спомеником. Заштићено је Законом о очувању националне баштине Замбије из 1989. године.
Године 2009. водопад Каламбо је уврштен на Унескову листу пробних места светске баштине. Оправдања за укључивање су да је водопад Каламбо други највиши водопад у Африци, и доказ једног од најдужих примера људског насељавања у подсахарској Африци, а сакупљена камена оруђа су из једна од најранијих алата на свету, Ашелска.
И данас, водопад Каламбо је на пробној листи за признање као заштићено место светске баштине.

## Савремена екологија
Данас, и људска и животињска популација пролазе кроз област Каламбо водопада, који има басен изнад водопада који привлачи многе од обе популације као важно место за заустављање. На граници Замбије, ово подручје је сада резерват дивљачи за заштиту многих животиња. Избочине на литици водопада пружају места за гнежђење и места за размножавање колоније рода марабуа.